# 일행 (683년)

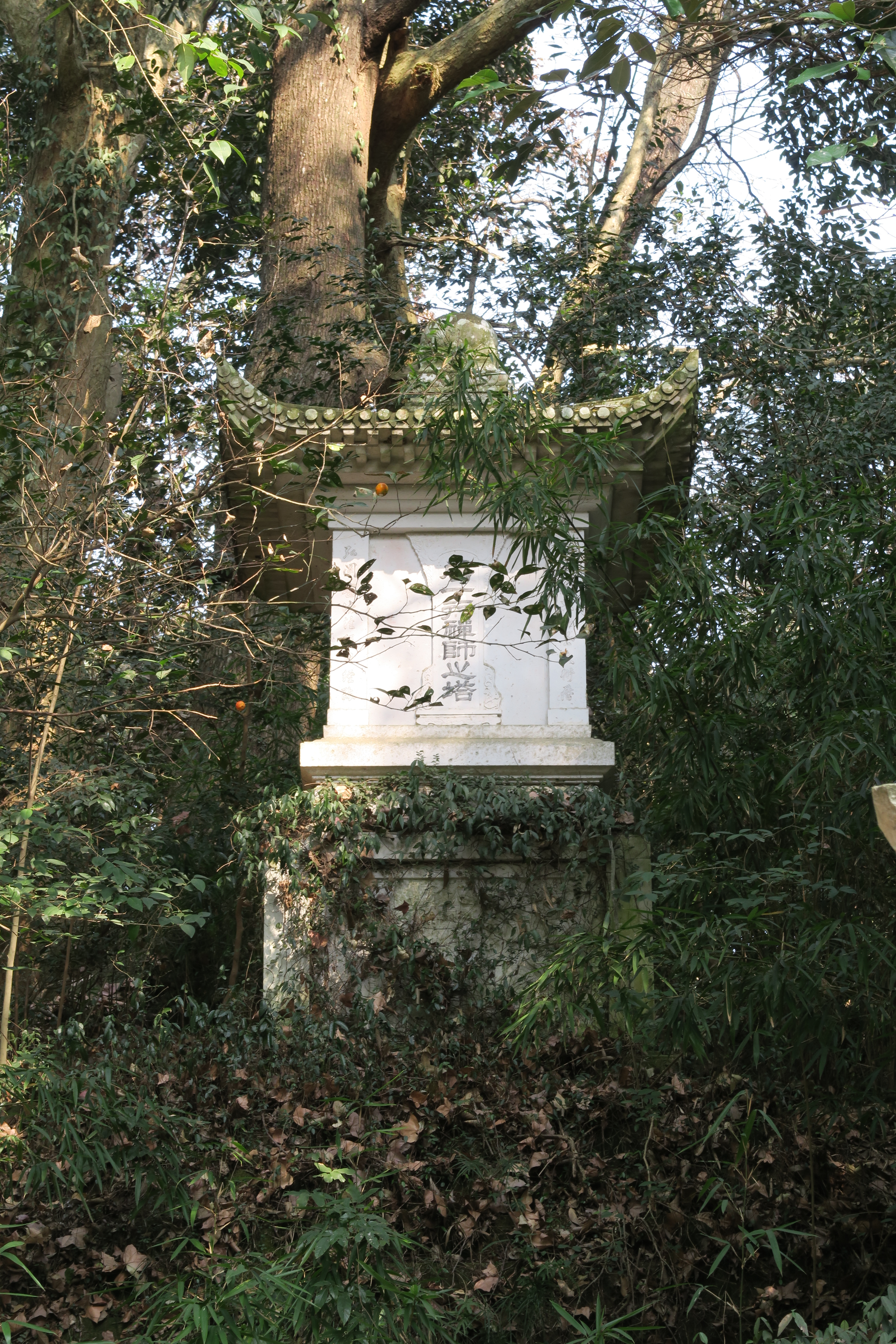
천태산 국청사에 있는 일행선사의 탑

일행(一行, 홍도(弘道) 원년(683년) - 개원(開元) 15년 10월 8일(727년 11월 25일))은 중국 당나라의 승려로 천문학자이다. 시호는 대혜선사(大慧禅師)이다. 속명은 장수(張遂)로 대행력(大衍暦)을 편찬하였다.

## 개요
본관은 위주(魏州) 번수현(繁水県)으로 증조부는 장공근(張公謹), 조부는 장대소(張大素), 아버지는 장흠(張懍)이다.
683년에 형주(邢州) 허록현(巨鹿県)에서 태어났다. 선불교 ・ 불교 계율 ・ 천태(天台)의 교학 ・ 밀교(密教) ・ 천문학 ・ 역학(暦学)을 익혀 선무외(善無畏)와 함께 『대비로자나성불신변가지경』(大毘盧遮那成仏神変加持経) 7권을 번역하였으며, 내용을 『대일경소』(大日経疏) 20권으로 갈무리하였다. 선무외 ・ 금강지(金剛智)로부터 밀교를 배웠고 진언 8조(真言八祖)의 한 사람으로 꼽힌다.
또한 이제까지 사용되고 있던 인덕력(麟徳暦)이 일식 예보에 미흡한 점이 많았으므로 양영찬(梁令瓚)과 함께 황도유의(黄道游儀)나 수운혼상(水運渾象, 수력식 천구의)을 만들어 천체를 관측하였으며 또한 남궁열(南宮説)과 함께 북쪽으로 철륵(鉄勒)부터 남쪽으로 교주(交州)에 이르는 대규모의 자오선 측량을 행해, 위도차 1도에 해당하는 자오선고의 길이가 351리 80보(약 123.7km)라는 결과를 산출해 냈다. 그리고 그때까지의 관측 결과를 토대로 『개원대행력』(開元大衍暦) 52권을 작성하였다.

## 같이 보기
- 발명가 목록
- 기계공학자 목록